# Selidosema acutipennaria
Selidosema acutipennaria är en fjärilsart som beskrevs av Leo Schwingenschuss 1930. Selidosema acutipennaria ingår i släktet Selidosema och familjen mätare. Inga underarter finns listade i Catalogue of Life.